# 쓰즈키군 (가나가와현)

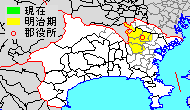
가나가와현 쓰즈키군의 위치

쓰즈키군(都筑郡)은 일본 가나가와현(무사시국)에 있던 군이다. 현재는 요코하마시 쓰즈키구에서 이 이름이 쓰이지만, 쓰즈키군의 구역은 현재의 쓰즈키구보다 더 넓다.

## 군역
1878년 행정 구역으로 발족할 당시의 군역은, 대체로 아래 구역에 해당한다.
- 요코하마시
  - 아사히구, 미도리구, 아오바구, 쓰즈키구 전역
  - 호도가야구의 일부
  - 고호쿠구의 일부
  - 세야구의 일부
- 가와사키시
  - 아사오구의 일부

### 인접한 군
행정 구역으로 발족할 당시에 인접했던 군은 다음가 같다.
- 가나가와현: 미나미타마군, 다치바나군, 가마쿠라군

## 역사

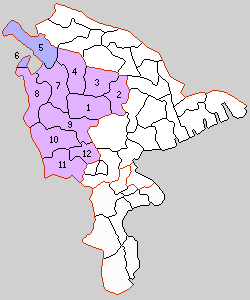
1.쓰다촌 2.닛타촌 3.나카가와촌 4.야마우치촌 5.가키오촌 6.오카가미촌 7.나카자토촌 8.다나촌 9.니하루촌 10.쓰오카촌 11.후타마타가와촌 12.니시야촌 (파랑:가와사키시 보라:요코하마시)

- 1889년 3월 31일 - 아래의 정촌이 설치됨.(12촌)
  - 쓰다촌(都田村): 현 요코하마시 쓰즈키구
  - 닛타촌(新田村): 현 요코하마시 고호쿠구
  - 나카가와촌(中川村): 현 요코하마시 쓰즈키구
  - 야마우치촌(山内村): 현 요코하마시 아오바구, 쓰즈키구
  - 나카자토촌(中里村): 현 요코하마시 아오바구, 미도리구
  - 다나촌(田奈村): 현 요코하마시 미도리구, 아오바구
  - 니하루촌(新治村): 현 요코하마시 미도리구, 호도가야구
  - 쓰오카촌(都岡村): 현 요코하마시 아사히구
  - 후타마타가와촌(二俣川村): 현 요코하마시 아사히구, 호도가야구
  - 니시야촌(西谷村): 현 요코하마시 호도가야구, 아사히구
  - 가키오촌(柿生村): 현 가와사키시 아사오구
  - 오카가미촌(岡上村): 현 가와사키시 아사오구
- 1927년 4월 1일 - 니시야촌이 요코하마시에 편입(동년10월 1일 구제 시행으로 호도가야구의 일부가 됨).(12촌)
- 1934년 4월 1일 - 쓰다촌이 개칭으로 가와와촌(川和村)이 됨.
- 1935년 9월 30일 - 가와와촌이 정제 시행으로 가와와정(川和町)이 됨.(1정 10촌)
- 1939년 4월 1일 - 아래 변경으로 쓰즈키군이 소멸됨.
  - 요코함시의 제6차 시역 확장에 따라, 쓰오카촌·후타마타가와촌·니하루촌·다나촌·나카자토촌·야마우치촌·가와와정·나카가와촌·닛타촌이 요코하마시에 편입. 쓰오카촌·후타마타가와촌은 호도가야구의 일부, 잔여부는 신설된 고호쿠구의 일부가 됨.
  - 가키오촌·오카가미촌이 가와사키시에 편입.

## 참고 문헌
- 《가도카와 일본 지명 대사전》 편집위원회, 편집. (1984년 6월 1일). 《가도카와 일본 지명 대사전》. 14 가나가와현. 가도카와 쇼텐. ISBN 4040011406.